# Râul Sutjeska
Sutjeska (în sârbă Сутјеска, pronunțat [sûtjɛska], lit. „defileu sau canion”) este un râu de 35 de km lungime aflat în estul Bosniei și Herțegovinei. Izvorăște de la o altitudine de 1800 de metri. Este un afluent din stânga al râului Drina, în care se varsă în sudul orașului Foča, la 430 de metri deasupra nivelului mării.

## Geografie
Izvoarele râului Sutjeska sunt situate aproape de granița Bosniei și Herțegovinei cu Muntenegru în lanțul montan al munților  Volujak⁠(d) (2336 m) și Vilište (2133 m), pe versanții sud-vestici ai Muntelui Vlasulja⁠(d) (1922 m) și versanții vestici ai M. Kuka⁠(d) (1821 m). Izvoarele provin din pâraie permanente, dar slabe, care apar în partea de sud-est a văii Čemerno⁠(d). Acestea se întâlnesc lângă Žugovina, unde formează râul Sutjeska. Lungimea râului Sutjeska este de 35 - 36 km.
Sutjeska, înainte de câmpul de lângă Tjentište⁠(d), curge printr-un canion îngust, unde se lovește de stâncile din piatră ale acestuia. Afluentul său, Perućica,  provine din versanții nord-vestici ai M. Maglić (2386 m), iar pe cursul său mijlociu, la aproximativ 3 km de gura de vărsare, există o adevărată cascadă înaltă de aproximativ 70 m.
Râul Sutjeska poate fi considerat bazinul hidrografic principal situat în mare parte în Parcul Național Sutjeska. Sutjeska desparte Muntele Zelengora de munții Maglić, Volujak și Bioč⁠(d) și a sculptat un canion impresionant de 1,2 km adâncime și valea Tjentište⁠(d) prin mijlocul parcului.

### Parcul Național
Face parte din Parcul Național Sutjeska și este cel mai vechi parc național din Bosnia și Herțegovina, este considerată perla Bosniei și Herțegovinei datorită valorilor și frumuseților sale naturale. Include zona Sutjeska cu rezervațiq naturală Perućica, părți ale munților Maglić (2386 m - cel mai înalt vârf din Bosnia și Herțegovina), Volujak , Vučevo și Zelengora. Datorită valorilor sale naturale remarcabile și conservării acestora, Parcul Național Sutjeska a fost inclus în categoria IUCN II (Departamentul ONU pentru Natură și Resurse Naturale) din 2000.

### Afluenți

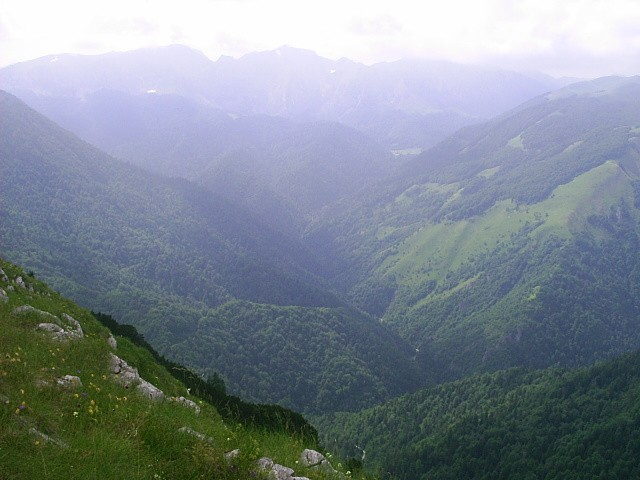
Valea râului Hrčavka, afluent al râului Sutjeska din Parcul Național Sutjeska

Afluenții principali ai râului Sutjeska sunt: afluenții din stânga sunt pârâul Klobučarica, pârâul Jabučnica și râul Hrčavka; afluenții din dreapta sunt pârâul Suški (numit și râul Suha sau pârâul Sušica), pârâul Prijevor și pârâul Perućica. Toate aceste ape ale parcului sunt cristaline și curate, bogate în păstrăv brun și alte forme de viață caracteristice acestor ecosisteme.

## Istorie
Râul este renumit pentru că aici a fost locul unde s-a desfășurat o parte a Bătăliei de pe Sutjeska din cel de-al doilea război mondial (A Cincea Ofensivă sau „Operațiunea Schwarz”). Ofensiva a avut loc în perioada 15 mai - 15 iunie în Muntenegru, estul Herțegovinei și estul Bosniei, iar cele mai sângeroase bătălii au avut loc pe râul Sutjeska și în munții din jur. În memoria acestui eveniment, în 1973, a fost ridicat Memorialul bătăliei de pe Sutjeska, o mărturie valoroasă a arhitecturii, sculpturii și picturii moderne, armonizată cu ambianța.
În același an (1973), a avut premiera filmului Sutjeska, care a fost realizat de către regizorul croat Stipe Delić. Acesta ar fi trebuit inițial să fie regizat de Veljko Bulajić, după succesul mondial al filmului Bătălia de pe Neretva. Într-un interviu din 2013, el a spus că l-a evitat și a fost supărat, deși după Bătălia de pe Neretva i-a fost oferit un buget nelimitat și libertate de creație. Potrivit lui Bulajic, opoziția sa a fost din motive politice. Conducerea bosniacă de atunci a dorit să își consolideze și mai bine relațiile cu Tito, așa că au insistat ca Sutjeska să fie realizat ca un film despre o mare victorie a partizanilor, deși Bulajić a subliniat că a fost de fapt o mare înfrângere a partizanilor iugoslavi. Bulajić nu s-a opus să facă un film pentru că a fost o înfrângere în luptă, pentru că se poate face un film grozav despre o înfrângere, dar nu a vrut să facă un film despre o înfrângere prezentată ca și cum ar fi fost o victorie.